# Cronk-ny-Mona

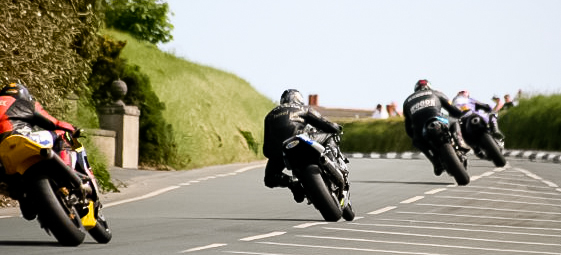
coureurs bij Cronk-ny-Mona, net voorbij Johnny Watterson's Lane

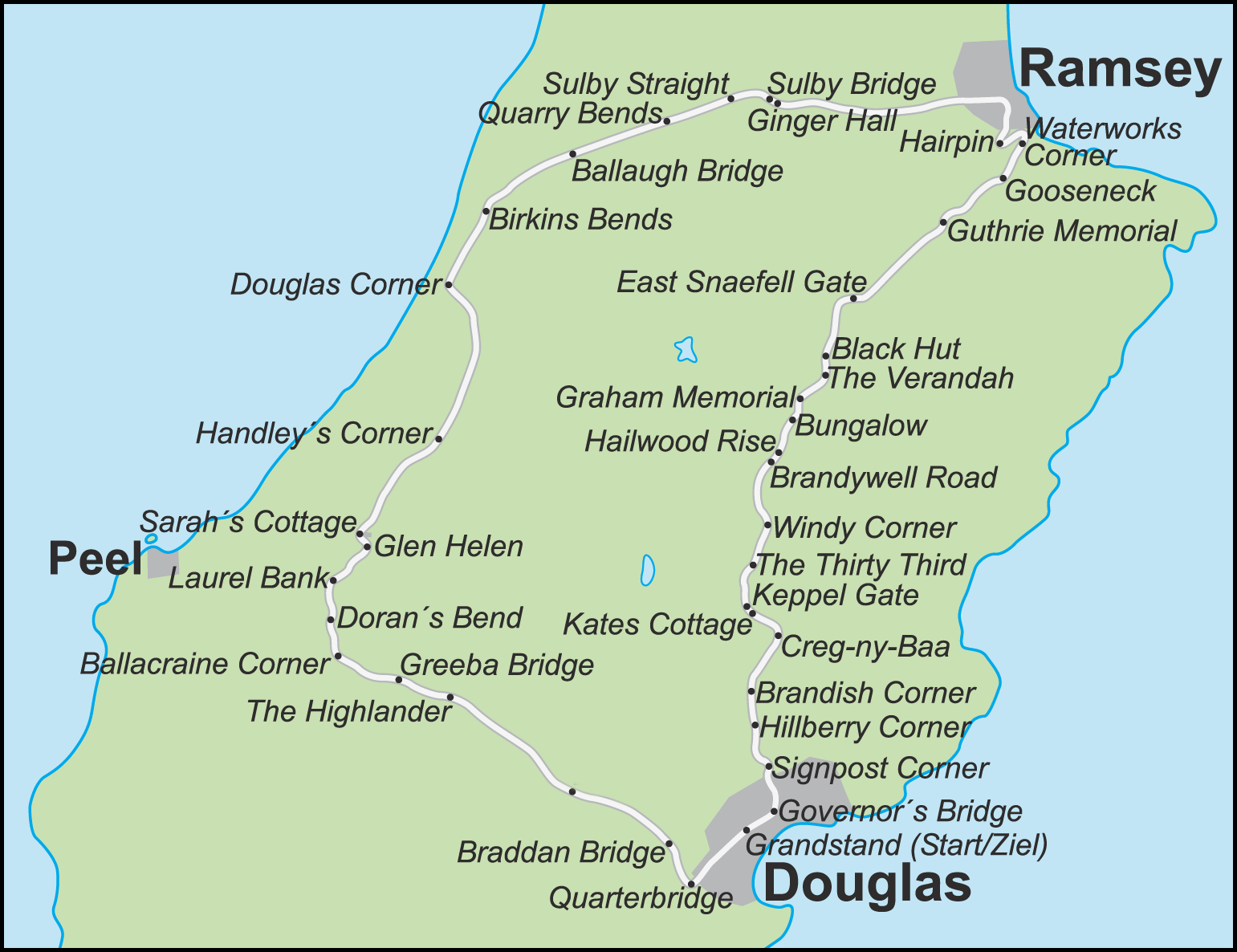
Cronk-ny-Mona ligt aan de zuidoostkant van de Snaefell Mountain Course tussen Hillberry en Signpost Corner

De rode pijl rechtsboven ligt bij Cronk-ny-Mona. Het circuit liep tot 1914 over Johnny Watterson's Avenue/Johnny Watterson's Lane, maar werd daarna bij Cronk-ny-Mona naar links richting Glencruthery Road verplaatst

Cronk-ny-Mona (Manx voor "Hill of the Turf of Hill of the Peat Turbary" (Turfheuvel)) ligt langs de A18 Mountain Road en de kruising met de A21 "Johnny Watterson's Lane" en de C10 Schollag Road in de civil parish Onchan op het eiland Man.

## Isle of Man TT en Manx Grand Prix
Cronk-ny-Mona ligt ook tussen de 36e en 37e mijlpaal van de Snaefell Mountain Course, het stratencircuit waar de Isle of Man TT en de Manx Grand Prix worden verreden. Het maakte al deel uit van de Highroads Course en de Four Inch Course, waarop tussen 1904 en 1922 de Gordon Bennett Trial en de Tourist Trophy voor auto's werden verreden. Van 1954 tot 1959 maakte het ook deel uit van de Clypse Course die werd gebruikt voor de Lightweight TT, de Ultra-Lightweight TT en de Sidecar TT.

## Circuitverloop
Vanaf de rechter bocht Hillberry Corner en de 36e mijlpaal passeren de coureurs eerst Glen Dhoo Farm, waar in het verleden nog weleens publiek op de oprijlaan stond, maar sinds de aangescherpte veiligheidsregels in 2008 is dat beperkt. Het circuit maakt daarna een flauwe bocht (Hillberry Road) naar links en klimt richting de linker bocht Cronk-ny-Mona. In de jaren voor de Eerste Wereldoorlog gingen de coureurs bij Cronk-ny-Mona rechtsaf via Johnny Watterson's Lane en daarna linksaf over Ballanard Road naar Bray Hill. Daar ging men rechtsaf Quarterbridge Road op waar start en finish lagen.
Toen de wedstrijden in 1920 werden hervat bleef men de A18 volgen richting Douglas en daardoor werden Signpost Corner, Bedstead, Governor's Bridge en Glencrutchery Road voor het eerst aangedaan. Toen kwam het start/finish gedeelte bij de huidige TT Grandstand te liggen en werd het circuit verlengd tot de huidige 37¾ mijl (60,75 km). Bij Cronk-ny-Mona rijdt men de eerste bebouwing van Douglas in, maar in de jaren zeventig was hier nog uitsluitend landbouwgrond. In de bocht ligt Johnny Watterson's Lane aan de rechterkant en op de splitsing staat ook een permanente race marshal shelter. Die werd in de jaren negentig, toen ook de woningbouw in dit gebied op gang kwam, gebouwd als memorial voor drie coureurs van het eiland Man die verongelukt waren tijdens races. Opmerkelijk genoeg waren ze niet allemaal op de Mountain Course en niet eens tijdens de TT of de MGP verongelukt, want Andy Bassett verongelukte in 1991 tijdens de Southern 100 op het Billown Circuit. Paul Rome verongelukte in 1991 bij Cronk-ny-Mona en Phil Hogg in 1989 bij Ballagarey Corner.

### Lege tanks en motorpech
Met nog maar 2½ kilometer tot de finish wordt het aantal lege tanks steeds talrijker. Bij Hillberry Corner komen nogal wat coureurs stil te staan, niet alleen zij die hier hun tank leeg rijden, maar ook degene die al veel eerder hun brandstof op hadden. Zij kunnen namelijk nog redelijk goed uitrollen tót Hillberry, maar vanaf hier gaat de weg omhoog richting Cronk-ny-Mona. Wie met weinig benzine in de tank rijdt, wordt geconfronteerd met het feit dat die benzine door de lange afdaling vanaf Hailwood's Height naar de voorkant van de tank loopt, waardoor de motor ook stopt. Het kostte Iain Duffus de overwinning in de Production TT van 1998. Hij viel bij Cronk-ny-Mona stil, maar een paar dagen later werd zijn pech nog veel groter toen hij in de pit (zonder motorfiets) viel en een been brak. In de Senior TT van 1949 kwam Les Graham met zijn AJS Porcupine stil te staan bij Cronk-ny-Mona door een defecte ontstekingsmagneet. Het was de eerste 500cc-race van het wereldkampioenschap wegrace uit de geschiedenis. Het wereldkampioenschap wegrace begon dus slecht voor Graham, maar o.a. door overwinningen in de Grand Prix van Zwitserland en de Ulster Grand Prix werd hij toch nog de eerste 500 cc wereldkampioen.

### Publiek
Cronk-ny-Mona is populair bij het publiek, dat vooral vanaf Johnny Watterson's Lane de rijders goed kan zien aankomen vanaf Hillberry en ook verder kan zien rijden richting Signpost Corner. Bovendien hoeft men niet de hele dag op één plaats te blijven staan. Op de meeste plaatsen moet het publiek op dezelfde plek blijven omdat de enige manier om er te komen het circuit zelf is, maar vanaf Cronk-ny-Mona zijn er uitgebreide mogelijkheden om ergens anders naartoe te gaan: Via Johnny Watterson's Lane naar diverse plaatsen in Douglas, maar ook naar veel plaatsen aan de zuidkant (Braddan, Union Mills, Glen Vine), in het westen naar Cronk-y-Voddy en Ballaskyr, in het noorden naar Ballaugh en Sulby en in het oosten naar The Bungalow en Brandywell.

## Verbeteringen aan de weg
Alle hoofdwegen op het eiland Man werden in de jaren twintig voorzien van tar-macadam, waarbij feitelijk alleen teer over de macadamweg werd gespoten. Vrij snel daarna kwam er echt asfalt en werden de snelheden op het circuit ook hoger. In 1952 moest de Isle of Man Highway Board snel actie ondernemen toen bleek dat de coureurs veel last hadden van rubbersporen bij Cronk-ny-Mona. Die waren veroorzaakt tijdens een autorace, waarbij de coureurs vanuit Johnny Watterson's Lane rechtsaf moesten draaien. Op die manier werd het bijna een haarspeldbocht waardoor er veel rubber op de weg kwam te liggen. In 1953 vonden verbeteringen aan de weg (en het circuit) plaats in het noordelijk deel van Douglas: verbreding bij Bedstead Corner, verhoging van de weg bij Signpost Corner en Cronk-ny-Mona. In de winter van 1953-1954, toen de Clypse Course in gebruik moest worden genomen, moest (waarschijnlijk voor de Sidecar TT) de weg worden verbreed op de A18 bij Creg-ny-Baa, Cronk-ny-Mona, Signpost Corner en op de weg richting Governor's Bridge. In 1956 moest er vlak voor de Manx Grand Prix een stoomwals aanrukken om oneffenheden in de weg glad te maken die de coureurs in de trainingen een aantal angstige momenten hadden bezorgd. Toen het gebied in de jaren negentig werd ontwikkeld voor woningbouw werd de bocht bij Cronk-ny-Mona ruimer gemaakt en toen werd ook de race marshal shelter gebouwd.

## Clypse Course
In 1954 werd de Clypse Course in gebruik genomen. Dat was een veel korter circuit, dat voor een deel gebruik maakte van dezelfde wegen als de Mountain Course. Voor het publiek werden de Lightweight, Ultra Lightweight en Sidecar TT daardoor interessanter omdat ze slechts weinig ronden reden op het lange circuit, waardoor er maar af te toe een coureur voorbij kwam. De Clypse Course kwam vanaf Johnny Watterson's Lane bij Cronk-ny-Mona op de Mountain Course uit, maar ging dan tegengesteld via Hillberry Corner en Brandish Corner en verliet de Mountain Course weer bij Creg-ny-Baa.

## Gebeurtenissen bij Cronk-ny-Mona
- 1952: Op 5 september verongelukte Ken James met een Beart-Norton 30M Manx 500 tijdens de training voor de Manx Grand Prix tussen Cronk-ny-Mona en Signpost Corner.
- 1991: Op 29 augustus verongelukte Paul Rome met een Yamaha TZ 250 tijdens de training voor de Manx Grand Prix bij Cronk-ny-Mona

## Trivia
- John Hartle werd in 1968 door MV Agusta gevraagd om Giacomo Agostini te ondersteunen in de Junior TT en de Senior TT. Na een val in de Production TT met een Triumph bij Windy Corner was hij niet fit genoeg voor de Junior TT, maar de Senior TT kon hij wel rijden. De MV Agusta 500 4C had echter een onwillige versnellingsbak en daardoor ging hij Cronk-ny-Mona veel te snel in, waardoor hij opnieuw viel. Toen iemand hem lachend vroeg waarom hij twee afgelegen plaatsen als Windy Corner en Cronk-ny-Mona had gekozen om te vallen zei hij: "Voor 15 pond startgeld doe ik het niet voor de Grandstand."

(Markante punten in cursief zijn onofficiële punten of worden alleen gebruikt binnen Marshal Sectors)
1e mijl:
TT Grandstand ·
Nobles Park ·
St Ninian's Crossroads ·
Bray Hill ·
Ago's Leap ·
Quarterbridge Road ·
1st Milestone ·
2e mijl:
Wal Handley Memorial Seat ·
Quarterbridge ·
Port-y-Chee Meadow ·
Braddan Bridge ·
Jubilee Oak ·
Braddan Bridge House ·
Braddan Depot ·
Snugborough (Cronk Dhoo) ·
2nd Milestone ·
3e mijl:
Union Mills (Mullen Dhoo, Mwyllin Dhoo Aah, Mullin Doway) ·
Railway Inn ·
Ballahutchin Hill (Elm Bank Hill) ·
3rd Milestone ·
4e mijl:
Ballafreer ·
Glenlough ·
Ballagarey Corner ·
Glen Vine (Glen Darragh) ·
Ballabeg ·
4th Milestone ·
5e mijl:
Crosby ·
Crosby Left (Vicarage Corner) ·
Crosby Cross-Roads ·
5th Milestone ·
6e mijl:
Crosby Hill (Ballaglonney Hill of Halfway Hill) ·
Halfway House (The Waggon & Horses) ·
St Trinian's ·
The Highlander ·
Greeba Verandah ·
Pear Tree Cottage ·
Greeba Castle ·
6th Milestone ·
7e mijl:
Appledene (Shimmin's Corner) ·
Central Valley (Greeba Gap) ·
Greeba Bridge ·
The Hawthorn ·
Knock Breck ·
Gorse Lea ·
7th Milestone ·
8e mijl:
Ballagarraghyn ·
Ballacraine ·
Ballaspur ·
Ballig ·
8th Milestone ·
9e mijl:
Ballig Bridge ·
Doran's Bend ·
Laurel Bank ·
9th Milestone ·
10e mijl
Glen Moar Mill ·
Black Dub ·
Quarter-Distance Marker ·
The Vaish ·
Glen Helen (Glen Rhenass) ·
Sarah's Cottage ·
Creg Willey's Hill ·
10th Milestone ·
11e mijl:
Lambfell Beg ·
Lambfell (Moar) Cottage ·
Cronk-y-Voddy (Cronk-y-Voddy Straight) ·
Cronk-y-Voddy Cross Roads ·
Molyneux's ·
Cronk Bane Farm ·
11th Milestone ·
12e mijl:
Drinkwater's Bend ·
Handley's Corner (Cronk-y-Fedjag, Ballamenagh) ·
12th Milestone ·
13e mijl:
McGuinness's (Shoughlaigue Bridge) ·
Ballaskyr ·
Barregarrow Cross Roads (Cronk Aashen) ·
Barregarrow ·
Little Bray ·
Barregarrow Bottom ·
Cammal Farm ·
Cronk Urleigh ·
13th Milestone ·
14e mijl:
Ballalonna Bridge ·
Westwood Corner ·
Ballakinnag ·
14th Milestone ·
15e mijl:
Douglas Road Corner ·
Glen Wyllin Corner ·
The Mitre ·
Dave Saville Memorial Seat ·
Kirk Michael ·
The White House ·
15th Milestone ·
16e mijl:
Birkin's Bend ·
Rhencullen ·
Bishopscourt ·
Bishopscourt Farm Bends ·
Bishopscourt Straight ·
Orrisdale North ·
16th Milestone ·
17e mijl:
Dub Cottage (Bishop's Dub) ·
Alpine Cottage ·
Balla Cobb ·
17th Milestone ·
18e mijl:
Ballaugh Bridge ·
Ballaugh ·
Gwen's ·
Ballacrye Corner ·
Ballacrye ·
18th Milestone ·
19e mijl:
Quarry Bends ·
Ballavolley ·
Wildlife Park ·
Sulby Straight ·
Half-distance Marker ·
19th Milestone ·
20e mijl:
Sulby ·
Sulby Glen Hotel ·
Sulby Crossroads ·
Sulby Bridge ·
20th Milestone ·
21e mijl:
Ginger Hall ·
Kerrowmoar ·
21st Milestone ·
22e mijl:
Glen Duff ·
Glentramman ·
Temple Corner (Water Through Corner) ·
Glentramman Loop Road ·
Churchtown ·
Caravan ·
22nd Milestone ·
23e mijl:
Lezayre War Memorial ·
Ballakillingan ·
Conker Fields ·
K-tree ·
Sky Hill ·
Milntown Cottage (Pinfold Cottage) ·
Milntown Bridge (Glen Auldyn Bridge) ·
Milntown ·
Gardener's Lane ·
23rd Milestone ·
24e mijl:
Lezayre Road ·
School House Corner (Crossags, Russel's Corner) ·
Parliament Square ·
Queen's Pier Road ·
Ramsey Depot ·
Cruickshanks Corner ·
May Hill ·
24th Milestone ·
25e mijl:
Whitegates ·
Stella Maris ·
Ramsey Hairpin ·
Little Gooseneck ·
Water Works Corner ·
Ballure Reservoir ·
Mountain Section ·
Tower Bends ·
25th Milestone ·
26e mijl:
Gooseneck ·
Joey's (26th Milestone) ·
27e mijl:
Guthrie's Memorial ·
The Cutting ·
27th Milestone ·
28e mijl:
Milligan's Bridge ·
Mountain Mile ·
28th Milestone ·
29e mijl:
Three-Quarter distance marker ·
Mountain Box (East Mountain Gate, East Snaefell Gate) ·
29th Milestone ·
30e mijl:
Casey's (Rice's Corner, George's Folly) ·
Black Hut (Stonebreakers Hut, Shepherd's Hut) ·
John Smyth Memorial Shelter ·
Verandah ·
30th Milestone ·
31e mijl:
Bungalow Bridge ·
Stonebridge ·
Les Graham Memorial ·
Bungalow Bends ·
McIntyre Box ·
Murray's Museum ·
Joey Dunlop Memorial ·
The Bungalow ·
31st Milestone ·
32e mijl:
Hailwood's Rise ·
Hailwood's Height ·
Brandywell (West Mountain Gate, Beinn-y-Phott Gate, Bungalow Gate) ·
Duke's (32nd Milestone) ·
33e mijl:
Windy Corner (Nobles Corner) ·
Nobles Park Road ·
Slieu Lhost Quarry ·
Thirty-Third (33rd Milestone) ·
34e mijl:
Keppel Gate (Clarke's Corner) ·
Kate's Cottage (Shepherd's House) ·
34th Milestone ·
35e mijl:
Creg-ny-Baa (the Keppel Hotel) ·
Gob-ny-Geay (Sunny Orchard) ·
35th Milestone ·
36e mijl:
Brandish Corner (Telegraph Hill, O'Donnell's en Upper Hillberry Corner) ·
Hillberry Corner ·
36th Milestone ·
37e mijl:
Glen Dhoo Farm ·
Hillberry Road ·
Cronk-ny-Mona ·
Johnny Watterson's Lane ·
Signpost Corner ·
Bedstead Corner ·
The Nook ·
37th Milestone ·
38e mijl:
Bemahague ·
Governor's Bridge ·
Governor's Dip ·
Glencrutchery Road ·
38th Milestone